# Gustavo Sánchez (nuotatore artistico)
Gustavo Adolfo Sánchez Acero (Cali, 31 agosto 2000) è un nuotatore artistico colombiano.

## Biografia
Ai mondiali di Gwangju 2019, con la connazionale Jennifer Cerquera, si è classificato 8º nel duo misto tecnico e nel libero.
Ai mondiali di Budapest 2022 si è classificato 6º nel duo misto programma libero e tecnico, sempre con la connazionale Jennifer Cerquera.
Ai Giochi bolivariani di Valledupar 2022 ha vinto l'oro nel duo misto.

## Palmarès
- Mondiali

Fukuoka 2023: argento nel solo libero.
Doha 2024: bronzo nel solo tecnico e nel solo libero.
- Giochi bolivariani

Valledupar 2022: oro nel duo misto.

### Coppa del Mondo
- 20 podi:
  - 3 vittorie (3 nella gara individuale)
  - 6 secondi posti (4 nel duo e 2 nella gara individuale)
  - 11 terzi posto (6 nella gara individuale e 5 nel duo)

#### Coppa del mondo - vittorie
| Data          | Luogo    | Paese    | Disciplina   |
| ------------- | -------- | -------- | ------------ |
| 3 maggio 2024 | Parigi   | Francia  | Solo tecnico |
| 5 maggio 2024 | Parigi   | Francia  | Solo libero  |
| 7 luglio 2024 | Budapest | Ungheria | Solo libero  |

## Riconoscimenti
- Atleta dell'anno World Aquatics: 2024